# Quasar (motocicleta)
La Quasar és una motocicleta amb sostre del tipus "peus avançats" que va ser creada per Malcolm Newell i Ken Leaman i es va produir entre 1975 i 1982. Només se'n van fabricar 21 exemplars.
Aquest model es basa en el motor de l'automòbil de tres rodes Reliant Robin i pot assolir o fins i tot superar, en bones condicions, entre 145 i 160 km/h.

## Concepció
El conductor està assegut amb els peus cap endavant a l'habitacle, a diferència de les motocicletes més convencionals on sol pujar al vehicle. La Quasar té un sostre que cobreix el conductor, cosa inusual per a aquest tipus de vehicles. La moto té un parabrisa de vidre laminat i eixugaparabrises, com un cotxe. L'estructura de la cabina requereix que el conductor mogui sovint el cap per tal d'evitar punts cecs a causa de l'estructura metàl·lica dels laterals.
La motocicleta disposa d'una caixa d'emmagatzematge de 60 litres, situada darrere del conductor.